# Гай-Спрінгс (Флорида)
Гай-Спрінгс (англ. High Springs) — місто (англ. city) в США, в окрузі Алачуа штату Флорида. Населення — 6215 осіб (2020).

## Географія
Гай-Спрінгс розташований за координатами 29°48′14″ пн. ш. 82°35′30″ зх. д. / 29.80389° пн. ш. 82.59167° зх. д. (29.803829, -82.591750).  За даними Бюро перепису населення США в 2010 році місто мало площу 57,06 км², з яких 56,86 км² — суходіл та 0,20 км² — водойми.

## Демографія
Згідно з переписом 2010 року, у місті мешкало 5350 осіб у 2121 домогосподарстві у складі 1513 родин. Густота населення становила 94 особи/км².  Було 2361 помешкання (41/км²).
Расовий склад населення:
| - 82,2 % — білих - 13,8 % — чорних або афроамериканців - 0,7 % — азіатів - 0,5 % — корінних американців - 0,1 % — вихідців з тихоокеанських островів - 1,0 % — осіб інших рас |

До двох чи більше рас належало 1,8 %. Частка іспаномовних становила 6,6 % від усіх жителів.
За віковим діапазоном населення розподілялося таким чином: 23,8 % — особи молодші 18 років, 61,9 % — особи у віці 18—64 років, 14,3 % — особи у віці 65 років та старші. Медіана віку мешканця становила 40,0 року. На 100 осіб жіночої статі у місті припадало 93,8 чоловіків;  на 100 жінок у віці від 18 років та старших — 89,8 чоловіків також старших 18 років.
Середній дохід на одне домашнє господарство  становив 67 982 долари США (медіана — 52 221), а середній дохід на одну сім'ю — 74 274 долари (медіана — 67 394). Медіана доходів становила 48 047 доларів для чоловіків та 37 083 долари для жінок. За межею бідності перебувало 9,2 % осіб, у тому числі 10,3 % дітей у віці до 18 років та 3,8 % осіб у віці 65 років та старших.
Цивільне працевлаштоване населення становило 2450 осіб. Основні галузі зайнятості: освіта, охорона здоров'я та соціальна допомога — 25,5 %, роздрібна торгівля — 13,4 %, виробництво — 11,7 %.